# 旭川信用金庫
旭川信用金庫（あさひかわしんようきんこ、英語：Asahikawa Shinkin Bank）は、北海道旭川市に本店を置く信用金庫である。通称は「旭川しんきん」、または「旭信」（きょくしん）。

## 概要
旭川信用金庫は、上川地方最大の信用金庫であり、預金残高は9282億円（2020年9月末時点）と、道内では北海道信用金庫に次ぐ2位。自己資本比率も2018年（平成30年）3月時点で21.13%と、信用金庫の中では比較的高い水準にある。北海道には稚内信用金庫を筆頭に同比率が20％を越す信用金庫も複数存在し、それらと比較すると目立たないが、同社はディスクロージャー誌の中で「自己資本比率は高いほどよいわけではなく、地域金融機関として適正な水準があると考えている」として、自己資本比率をこれ以上引き上げる考えのないことを明らかにしている。
1998年に北海道拓殖銀行が破綻後、旭川市の指定金融機関に指定される。拓銀破綻を受け、業務を継承した北洋銀行頭取の武井正直（当時）が、菅原功一旭川市長（当時）に対し「北洋銀行を指定金融機関にしてほしい」と願い出たが、結局当金庫が指定された。一方で、2004年6月14日に、上川町の指定金融機関にも指定されていた札幌銀行上川支店が旭川支店と統合し閉店した際には、当金庫に上川町の指定金融機関としての指名はなかった（指定金融機関は上川中央農業協同組合）。

## 沿革
- 1914年（大正3年）4月11日：有限責任旭川信用組合として設立
- 1951年（昭和26年）10月：信用金庫に転換、旭川信用金庫に改組[1]
- 1998年（平成10年）11月：旭川市指定金融機関に指定
- 2002年（平成14年）1月4日：富良野信用金庫を合併[6]

## 営業地区
- 上川総合振興局管内 旭川市・愛別町・上川町・上富良野町・鷹栖町・当麻町・中富良野町・美瑛町・東神楽町・東川町・比布町・富良野市・南富良野町・占冠村
- 空知総合振興局管内 赤平市・芦別市・岩見沢市・歌志内市・砂川市・滝川市・美唄市・深川市・三笠市・上砂川町・新十津川町・奈井江町・南幌町
- 石狩振興局管内 石狩市・恵庭市・江別市・北広島市・札幌市・千歳市
- 後志総合振興局管内 小樽市
- 日高振興局管内 日高町

旭川市、富良野市、愛別町、上富良野町、占冠村、中富良野町、比布町、南富良野町の指定金融機関である。
また営業地区のうち店舗を有するのは、以下の市町村である。
- 旭川市・愛別町・上川町・当麻町・美瑛町・比布町
- 札幌市（中央区・豊平区・白石区・東区・西区）
- 富良野市・上富良野町・中富良野町・南富良野町・占冠村（富良野信金承継店）

## ATMサービス[7][8]
2007年6月8日より、旭川しんきんが設置したATMで当金庫のキャッシュカードを利用した場合の時間外手数料を無料化した。ただし、他金融機関との共同ATMのうち当金庫が幹事となっていない機種については対象外となり、引き続き時間外手数料がかかる。

## totoの払い戻し店
スポーツ振興くじ(toto)当選券の払い戻し店は以下の店舗でのみ取り扱う。
- 本店
- 末広支店
- 永山支店
- 東光支店
- 豊岡支店
- 富良野支店